# ザムトゲマインデ・ザクセンハーゲン
ザムトゲマインデ・ザクセンハーゲン (ドイツ語: Samtgemeinde Sachsenhagen) は、ドイツ連邦共和国ニーダーザクセン州シャウムブルク郡の4つの市町村で形成されるザムトゲマインデ（集合自治体）である。このザムトゲマインデは1974年3月1日にニーダーザクセン州の行政改革・地域再編に伴って成立した。同郡最北部に位置し、中級中心都市シュタットハーゲンの管理下に属す。

## 地理

### ザムトゲマインデを構成する市町村
以下の市町村がザムトゲマインデ・ザクセンハーゲンに属す。
- アウハーゲン: デューディングハウゼン地区を含む
- ハーゲンブルク: アルテンハーゲン地区を含む
- ザクセンハーゲン: ニーンブリュッゲ地区を含む
- ヴェルピングハウゼン: ベルクキルヒェン、ヴィーデンブリュッゲ、シュマーレンブルーフ地区を含む

### 位置
このザムトゲマインデは、南のミッテルラント運河、西のレーブルク山、北のシュタインフーデ湖の間に位置する。東はハノーファー広域連合のヴンストルフ市と境を接する。ザクセンヘーガー・アウエ川が町域内を流れ、アウハーゲンの北でローデンベルガー・アウエ川とともにヴェストアウエ川となる。
高度は、シュタインフーデ湖の湖面の海抜 38 m からレーブルク山の支脈であるヴェルピングホイザー山（ヴィルヘルムス塔）の海抜 135 m にまで及ぶ。

## 歴史
このザムトゲマインデに属す市町村はいずれも歴史的地名でいうデュルヴァルト地方に属す。この地方には先史時代からわずかながら定住者があった。
ザムトゲマインデ・ザクセンハーゲンの名前の由来となった同名の市は、ザクセン公であるアスカーニエン家によって1248年に創設された水城を核とする。1297年にシャウムブルク伯はザクセンハーゲンを未払いの嫁資の抵当として手に入れた。その後、シャウムブルク伯は現在のザムトゲマインデ全域に対する領主権を獲得した。
1647年のシャウムブルク伯領分割後、ザクセンハーゲン、ニーンブリュッゲ、アウハーゲンおよびデューディングハウゼンはヘッセン方伯のシャウムブルク領となった。残りの領域はすべてシャウムブルク＝リッペ伯領となった。1974年の行政改革・地域再編によって、すべての地域は新たに創設されたザムトゲマインデに統合されることとなり、これに伴ってシャウムブルク郡に属した。
1916年のミッテルラント運河完成に伴い、ザクセンハーゲンに港が建設された。この港は現在も同市の重要な経済的な因子となっている。1898年から1964年までシュタインフーダー・メーア鉄道が、ハーゲンブルク、シュマーレンブルーフ、ヴィーデンブリュッゲを通っていた。かつての道床は現在、自転車道および遊歩道として利用されている。
1993年、ザクセンハーゲンの西、レンガ工場沿いの粘土質の窪地に郡の廃棄物処理センターがオープンした。さらに西のニーンブリュッゲ近郊のザクセンハーゲンの森にあった旧陸軍火薬庫に野生動物・種保存ステーションが設けられた。

## 行政

### 議会
ザムトゲマインデ・ザクセンハーゲンの議会は、24議席からなる。

### 首長
ザムトゲマインデ長のイェルン・ヴェーデマイアー (SPD) は2011年9月11日の選挙で当選し、この職に就いた。

## 宗教

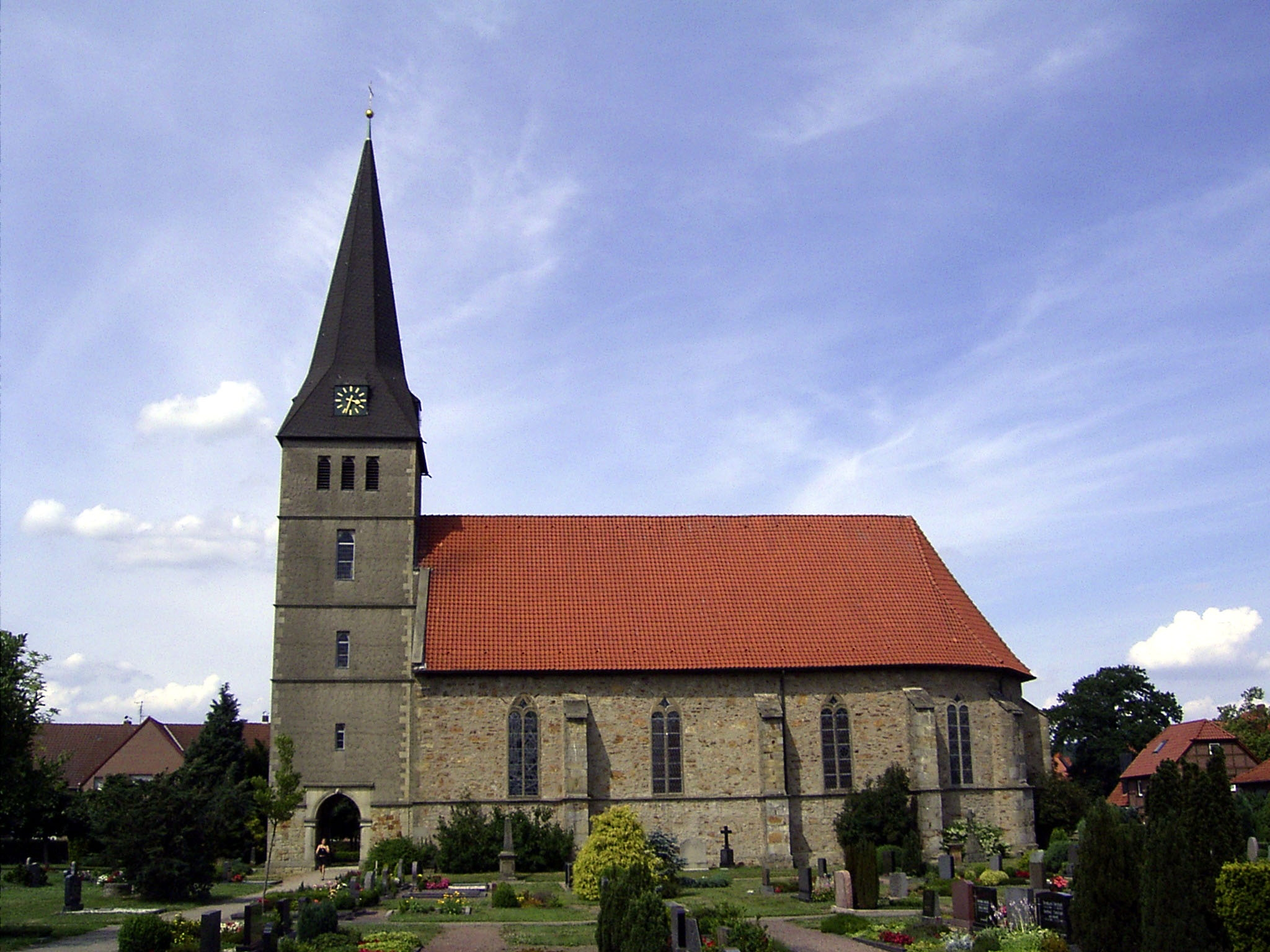
ザクセンハーゲンの聖エリーザベト教会

ザクセンハーゲンでは最初、1607年に建設された市庁舎が祈祷所として利用され、1712年には鐘楼が増築された。1650年の都市権授与に伴い、伯妃アマリー・エリーザベト・ツー・ヘッセン＝カッセルによって独立した教会組織が設立された。この組織には教会堂を建設する権利も与えられていた。教会堂は1663年から1676年に建設されたが、資金不足のため当初は教会塔は建てられなかった。エリーザベト・トゥルンナー＝ハルトマン夫人からの高額の寄附によって1976年に教会塔の増築が可能となった。この教会は1996年から1997年に徹底的な改修が行われた。2004年8月29日以降この教会は伯妃アマリー・エリーザベト・ツー・ヘッセン＝カッセルにちなんで「エリーザベト教会」と改名された。約2000人の信者を有するプロテスタント＝ルター派教会組織（1990年以降はアウハーゲンを含む）はシャウムブルク＝リッペ地方教会の一部をなしている。
ロックム修道院のシトー会修道士は12世紀に、ベルクキルヒェンの旧木組み礼拝堂跡に聖カタリーナ教会を建設した。ベルクキルヒェン、ヴェルピングハウゼン、ヴィーデンブリュッゲ、シュマーレンブルーフ、デューディングハウゼン、ヴィンツラーがその教区に属した。
三十年戦争まで独自の礼拝堂を有していたアウハーゲンは、礼拝が行われなくなったベルクキルヒェンの教会に替わって1990年からはザクセンハーゲンの教会組織に属している。
コンラート・ヴィルヘルム・ハーゼによって1868年から1871年に建設されたアルテンハーゲンの聖ニコライ教会は、ハーゲンブルクとアルテンハーゲンを教区としている。
1963年にザクセンハーゲンに創設されたカトリックの聖ヘルツ＝イェーズ教会は、リントホルストの聖バルバラ教会の支教会にあたる。ヘルツ＝イェーズ教会の管轄する教区は、行政上のザクセンハーゲン、アウハーゲン、ヴェルピングハウゼンを含む。ハーゲンブルクとアルテンハーゲンはシュタインフーデの聖ヘドヴィヒ教会の教区に属す。
ハーゲンブルクには新使徒派教会の組織と教会堂がある。

## 文化と見所

### 建築

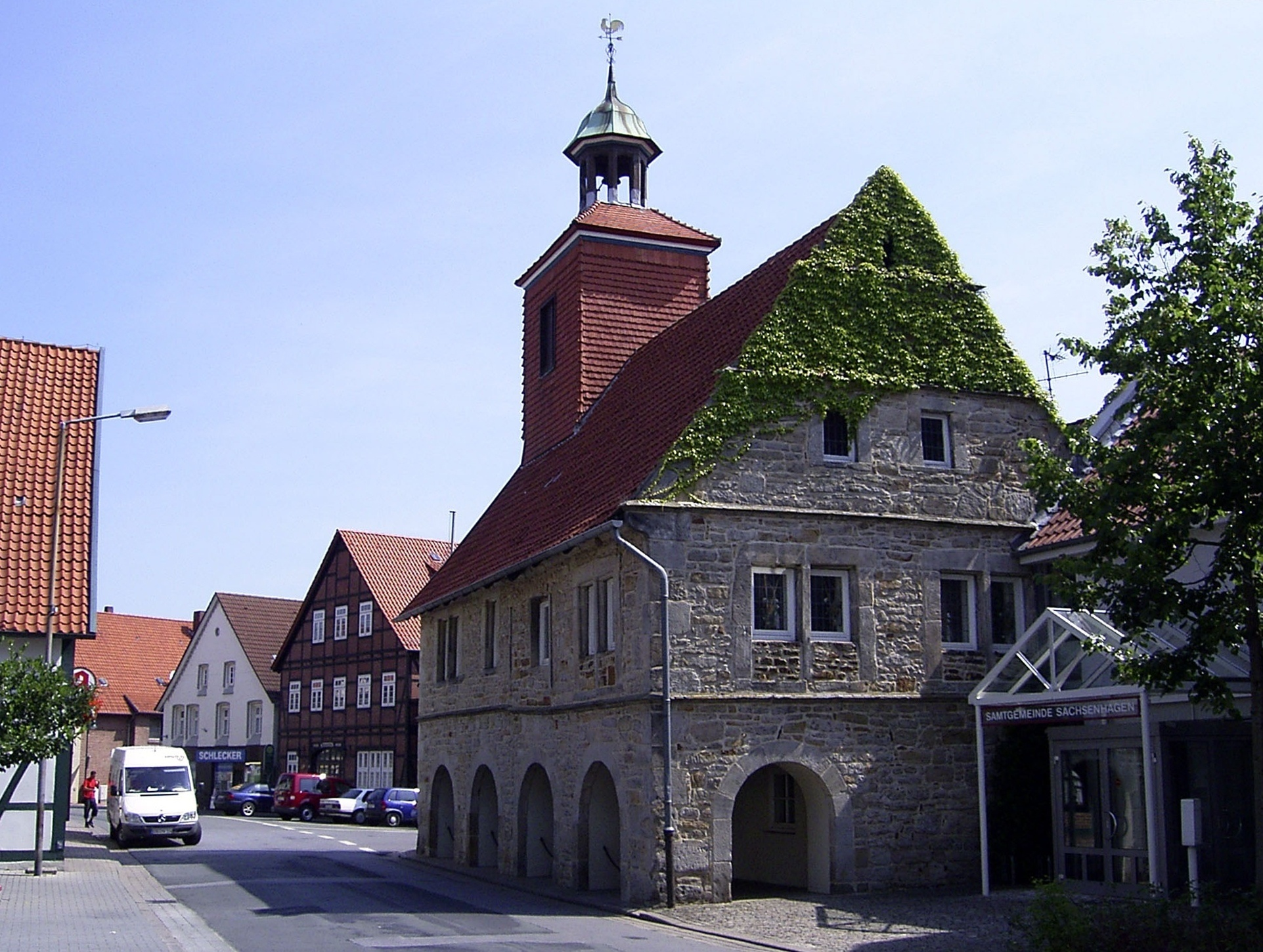
ザクセンハーゲン市庁舎

- ザクセンハーゲンのプロテスタント聖エリーザベト教会: 1676年建造
- ベルクキルヒェンのプロテスタント聖カタリーナ教会: 1150年頃建造
- ベルクキルヒェンの牧師館: 現在は会議場として使われている。
- ハーゲンブルク＝アルテンハーゲンのプロテスタント聖ニコライ教会: 1869年 - 1871年建造
- ザクセンハーゲンのカトリック、ヘルツ＝イェーズ教会: 1963年建造
- ザクセンハーゲンの城館塔: 1250年建造
- ザクセンハーゲン市庁舎: 1607年建造
- ハーゲンブルク城館: 1680年建造
- ハーゲンブルク・ラーツケラー: 1561年建造
- ヴェルピングハウゼンのマッテ小城: 1898年建造
- ヴェルピングハウゼンのヴィルヘルム塔: 1847年建造
- ベルクキルヒェン近郊のオランダ風車: 1850年頃から1955年まで稼働していた。
- アウハーゲンとアルテンハーゲンの坑道

### 公園
- ハーゲンブルクの城館公園
- ハーゲンブルクのモーア庭園
- ハーゲンブルクのフィントリング庭園
- ハーゲンブルガー・モーア自然保護区
- シュタインフーデ湖自然公園

### 博物館
- アルテンハーゲンの鉱業博物館「シャハト・ヴェーザー」（ヴェーザー坑道）

### 年中行事
- アウハーゲンの「プフィングストビーア」（聖霊降臨祭のビール祭）
- ザクセンハーゲンの3月の春の市
- ザクセンハーゲンの11月の秋の市
- ベルクキルヒェン、デューディングハウゼン、ヴェルピングハウゼンの9月の収穫祭
- ハーゲンブルク、ザクセンハーゲン、ヴェルピングハウゼンの7月の射撃祭
- ヴィーデブリュッゲの「世界最小の射撃祭」
- ハーゲンブルク（第1アドヴェント）とヴェルピングハウゼン（第3アドヴェント）のクリスマスマーケット

## 経済と社会資本

### 交通
- 駅は隣接するヴンストルフ、リントホルスト、シュタットハーゲンにある。
- リントホルスト、シュタットハーゲン、シュタインフーデ、ヴンストルフ、レーブルク、シュトルツェナウへのバス路線がある。
- 連邦アウトバーンA2号線へは、ヴンストルフおよびバート・ネンドルフ経由でアクセスする。
- ハノーファー＝ランゲンハーゲン空港は、約 50 km の距離にある。
- ミッテルラント運河沿いにザクセンハーゲンは港を有している。

### 教育
- 基礎課程学校 2校（ザクセンハーゲン、ハーゲンブルク）

### スポーツと余暇
- ハーゲンブルクの屋内プール「ゼープフェルトヒェンバート」（タツノオトシゴ・プール）
- ザクセンハーゲン、ハーゲンブルク、ヴェルピングハウゼンの体育館
- アウハーゲン、ザクセンハーゲン、ハーゲンブルクの競技場
- ザクセンハーゲン、ハーゲンブルクの屋内テニス場
- アウハーゲン、ハーゲンブルク、ザクセンハーゲンのテニス場
- テニス、スカッシュ、バドミントンが楽しめるハーゲンブルクのフィットネスセンター
- ハーゲンブルクの屋内乗馬施設
- アウハーゲン、ハーゲンブルク、ザクセンハーゲン、ヴィーデンブリュッゲ、ヴェルピングハウゼンの競技射撃場
- ハーゲンブルク、ニーンブリュッゲのケーゲル場
- ハーゲンブルク運河のヨットハーバー
- ハーゲンブルクのアンゲル池
- TSVハーゲンブルクe.V.（陸上競技、サッカー）

## 引用
1. ↑  Landesamt für Statistik Niedersachsen, LSN-Online Regionaldatenbank, Tabelle A100001G: Fortschreibung des Bevölkerungsstandes, Stand 31. Dezember 2023